# The Armoire
The Armoire és un curtmetratge canadenc dramàtic del 2009 dirigit per Jamie Travis. És el tercer de la seva trilogia Saddest Children in the World després de Why the Anderson Children Didn't Come to Dinner i The Saddest Boy in the World, la pel·lícula és protagonitzada per William Cuddy com Aaron, un noi jove l'amic del qual Tony (Ricardo Hoyos) ha desaparegut durant un joc d'amagar, i mitjançant la hipnosi es pot determinar si recorda alguna cosa que pugui ajudar a trobar en Tony.
La pel·lícula va rebre una menció d'honor al Millor curtmetratge canadenc al Festival Internacional de Cinema de Toronto de 2009, i va ser nomenat a la llista del Canada's Top Ten de final d'any del 2009. Posteriorment, va guanyar els premis al millor curtmetratge al Victoria Film Festival de 2010, a l'Inside Out Film and Video Festival de 2010, al Festival de Cinema de Nashville de 2010, i al 53è Festival Internacional de Cinema de San Francisco. També va guanyar el Premi Curt-LGTIB al Festival Internacional de Cinema Gai i Lèsbic de Barcelona de 2010.